# Телевізійний жанр
Телевізі́йний жанр — поняття, яке включає в себе засоби відображення на телеекрані з допомогою нарису, інтерв'ю, репортажу, телеспектаклю, художнього фільму, багатосерійного телефільму і т. д. Сучасна система телевізійних жанрів об'єднує різні жанри журналістики, мистецтва, наукової популяризації, форми розваги та навчання — починаючи від ток-шоу, телепередач і навчальних програм до мильних опер, теленовел і розважальних шоу.